# Pid (jeu vidéo)
Pour les articles homonymes, voir PID.
Pid (acronyme pour Planet in Distress) est un jeu vidéo sorti en 2012 développé par Might and Delight.

## Système de jeu

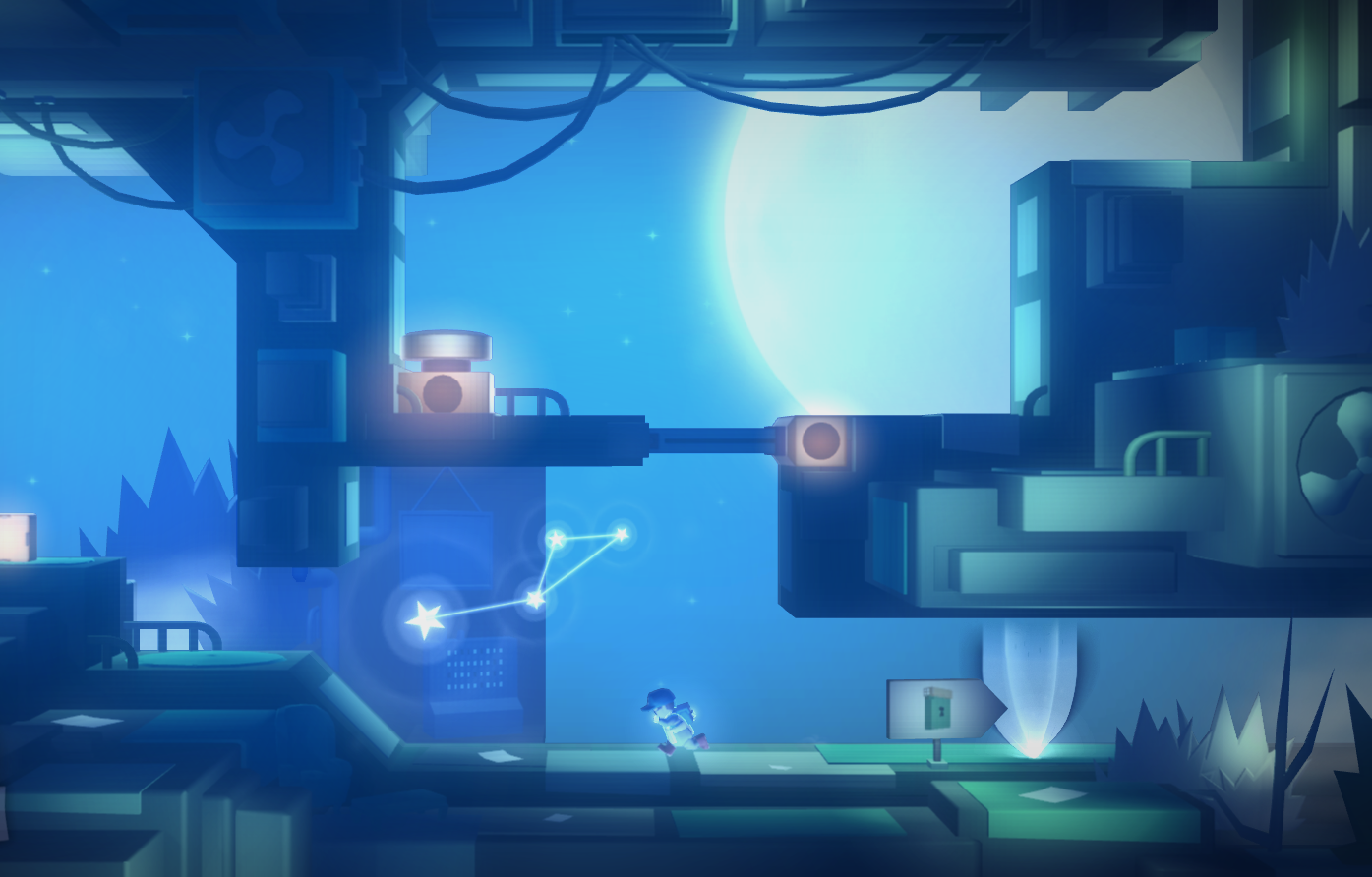
Capture d'écran du jeu.

## Accueil
- Jeuxvideo.com : 14/20[1]